# Æglageret
Æglageret er en kombineret kunstudstilling og ægmuseum placeret i Odense Ægforretnings bygning i Holbæk. Udstillingerne laves af Holbæk Kunstforening, mens ægmuseeet er placeret i bygningens kælder. Virksomheden var Danmarks største private ægforretning med eksport af æg til især England.